# Beate Habetz
Beate Habetz (Brauweiler, Renània-Palatinat, 16 de gener de 1961) va ser una ciclista alemanya que va competir tant en carretera com en pista. El 1978 va guanyar el Campionat del món en ruta. També aconseguí nombrosos campionats nacionals.
La seva germana Gabi també fou ciclista. Igualment, el seu marit Werner Stauff i el seu fill Andreas també s'han dedicat al ciclisme.

## Palmarès en ruta
- 1977
  -  Campiona d'Alemanya en ruta
- 1978
  -  Campiona del Món en ruta
  -  Campiona d'Alemanya en ruta
- 1979
  -  Campiona d'Alemanya en ruta
- 1980
  -  Campiona d'Alemanya en ruta
- 1982
  -  Campiona d'Alemanya en ruta
- 1983
  -  Campiona d'Alemanya en ruta

## Palmarès en pista
- 1976
  -  Campiona d'Alemanya en velocitat
- 1977
  -  Campiona d'Alemanya en persecució
  -  Campiona d'Alemanya en velocitat
- 1978
  -  Campiona d'Alemanya en persecució
  -  Campiona d'Alemanya en velocitat
- 1979
  -  Campiona d'Alemanya en persecució
  -  Campiona d'Alemanya en velocitat
- 1980
  -  Campiona d'Alemanya en persecució
  -  Campiona d'Alemanya en velocitat
- 1981
  -  Campiona d'Alemanya en persecució